# Kóstas Aristópoulos
Kóstas Aristópoulos (grec moderne : Κώστας Αριστόπουλος) né à Athènes le 31 août 1940 est un réalisateur grec de cinéma et de télévision.

## Biographie
Né à Athènes, Kóstas Aristópoulos passa son enfance à Thessalonique. Il fit ses études de cinéma à Londres (Art Theatre School puis London Film School). Diplômé en 1967, il tourna d'abord pour la télévision avant de passer au cinéma.

## Télévision
- 1978 L'Institutrice aux yeux d'or (série)
- 1983 Arhaia skouria (série)
- 1984 Yánnis Rítsos (documentaire)
- 1985 La Vie d'Attik (documentaire)
- 1986 Khatzikyriakos-Ghikas (documentaire)
- 1993 L'Amour d'Alexandra (téléfilm)
- 1998 Champions olympiques grecs (documentaire)
- 1999 Sikofantia tou aimatos (série)

## Cinéma
- 1971 Les Ogres (court métrage)
- 1973 Le Lieu du crâne
- 1976 Lettre à Nazim Hikmet
- 1993 La Voûte céleste
- 2003 Metamfiesmeni gynaika